# Kindattu
Kindattu was rond 2000 v.Chr. koning van Šimaški, de noorderbuur van Elam en de zesde koning van de Šimaškidynastie van Elam. 
Er zijn teksten uit Ur III die zijn bestaan en dat van de Šimaški-koningen Tan-Ruhurater, Idadu en Imazu bevestigen. De laatste twee worden zoon van Kindattu genoemd.
In Kindattu's tijd was Šimaški schatplichtig aan het machtige rijk van Ur III. Delen van Elam, zoals het laagland van Susa stonden onder direct bewind van de Sumeriërs. In 2004 wist Kindattu echter de Elamitische en Šimaškische strijdkrachten te verenigen en koning Ibbi-Sin van Ur vernietigend te verslaan. Ibbi-Sin werd als gevangene naar Anšan gesleept en verdween uit de geschiedenis. Ur werd verwoest. 
Hoewel er aanvankelijk wellicht samenwerking tussen Kindattu en de Amorieten van Išbi-Erra bestond tegen de gemeenschappelijke vrijand, het rijk van Ur III, vermeldt een latere hymne ter ere van Išbi-Erra, de stichter van de Eerste Dynastie van Isin, dat hij Kindattu uit Mesopotamië verdreven had. De Elamitisch-Šimaškische overheersing was dus van korte duur.
Hij werd waarschijnlijk opgevolgd door zijn zoon Idadu.